# Domingo Francisco Chimalpahin Quauhtlehuanitzin
Domingo Francisco de San Antón Muñón Chimalpahin Cuauhtlehuanitzin, o simplemente Chimalpahin (Amecameca, 27 de mayo de 1579-1645 aprox.) fue un historiador indígena nahua de la Nueva España, perteneciente a la nobleza chalca.

## Formas del nombre
Se encuentran referencias con y sin la hache intercalada. Y también Quauhtlehuani por Cuauhtlehuani. El sufijo -tzin era indicativo de respeto y nobleza, como el don español.
Descendiente de ancestros indígenas pertenecientes a la nobleza de la nación tlailotlacah (que eran chichimecas), su nombre proviene de chimal- 'escudo', payin 'corredor o mensajero' "Mensajero con escudo" por un lado, y por otro de cuāuh- 'águila', ehua 'levantarse', la terminación -ni denota a un agente habitual, -tzin (reverencial) = "Águila que se levanta" o "Águila que asciende".

## Vida
Nació en Amecameca, "durante la noche entre el 26 y el 27 de mayo de 1579". Personaje perteneciente a la nobleza chalca, fue un historiador cuyo nombre castellano, tras recibir el bautismo, fue el de Domingo Francisco de San Antón Muñón Chimalpahin. En 1594, a la edad de 15 años ingresó a la "ermita de San Antonio Abad, en el barrio indígena de Xóloc", a las afueras de la Ciudad de México. A la par de recibir una buena educación en español, sus estudios fueron detallados en cuanto a geografía e historia de su tierra natal.
Escribió los anales de su tiempo contemplando sucesos, costumbres y personalidades del mundo náhuatl que le rodeaba, describiendo profusamente datos históricos de los diversos pueblos que poblaron las riberas del lago.

## Obra
Aproximadamente entre 1606 y 1631 es que Chimalpain escribió sus obras. Entre ellas se encuentran ocho extensas Relaciones escritas en náhuatl, algunos escritos en castellano y lo que ahora se conoce como su Diario.
Las Relaciones, llamadas Diferentes historias originales por su autor, fueron preparadas mediante la consulta de varios códices y por medio de la colección de datos de la tradición oral, como de los ancianos chalcas.
A estos documentos podemos sumar la influencia de textos europeos como el Reportorio de los tiempos, publicado en 1606, del cosmógrafo Enrico Martínez (ca. 1555-1632) del cual Chimalpain tradujo algunos pasajes.

## Discusión
Su obra depositada en la Biblioteca Nacional de París tiene algunas páginas en desorden, lo que provocó que la edición de Silvia Rendón (la más accesible, Relaciones Originales de Chalco Amaquemecan, FCE 1965) tenga errores muy notorios. Lo que ella pone como la Segunda Relación en realidad es el fragmento final del Memorial de Colhuacan y no incluye por lo tanto ni la Primera, Segunda y Octava Relación. La edición más moderna con traducción directa del náhuatl por Rafael Tena fue publicada por Conaculta con el título Las ocho relaciones y el memorial de Colhuacan, CNCA 1998. La información que recopila principalmente corresponde a los señoríos de Colhuacan, Tenochtitlan, Texcoco, a la composición de la Confederación Chalca (Chalcayotl) y otros altépetl de la región; contiene listas de gobernantes indígenas, reyes, señores, virreyes españoles y arzobispos. Chimalpahin también registra en su obra las visitas efectuadas en 1610 y 1614 por delegaciones japonesas encabezadas por Tanaka Shosuke y Hasekura Tsunenaga respectivamente.
Este trabajo también tenía la intención de recopilar los derechos y pruebas de nobleza de los líderes de Amaquemecan y de otros Altépetl dentro de la Confederación Chalca (Chalcayotl). Sirviendo de base como guía judicial para las autoridades virreinales, en los procesos y litigios para otorgar privilegios y oficios a los miembros de la nobleza indígena.
En 2014 se repatriaron a México los originales que se encontraban en Europa.